# Гай (місто)
Гай (рос. Гай) — місто, центр Гайського міського округу Оренбурзької області, Росія.

## Географія
Розташований на Південному Уралі, за 26 км на південь від Іриклінського водосховища, за 246 км на схід від Оренбурга.

## Історія
Заснований 9 травня 1959 року як селище будівельників гірничо-збагачувального комбінату при родовищі мідно-колчеданових руд. Селище міського типу з 1965 року, місто з 1979 року.

## Населення
Населення — 38301 особа (2010; 41621 у 2002).

## Господарство
Основна галузь — металургія, обсяг продукції ВАТ «Гайський ГЗК» становить 54,9 % від загальної продукції підприємств міста.
У місті розвивається малий бізнес — зареєстровано 95 малих підприємств та 845 підприємців без утворення юридичної особи.

## Персоналії
- Бочкар Віталій Вікторович (1967—2022) — штаб-сержант Збройних сил України, учасник російсько-української війни[4].